# Sigeres
Sigeres ist ein Ort und eine zentralspanische Gemeinde (municipio) mit 41 Einwohnern (Stand: 2024) in der Provinz Ávila in der Autonomen Region Kastilien-León. 

## Lage
Sigeres befindet sich in den nördlichen Ausläufern der Sierra de Gredos gut 23 Kilometer nordwestlich von Ávila in einer Höhe von 915 m. Das Klima im Winter ist kühl, im Sommer dagegen trotz der Höhenlage durchaus warm; der Regen (ca. 570 mm/Jahr) fällt – mit Ausnahme der nahezu regenlosen Sommermonate – verteilt übers ganze Jahr.

## Bevölkerungsentwicklung
| Jahr      | 1970 | 1981 | 1991 | 2001 | 2011 | 2021 |
| Einwohner | 152  | 107  | 90   | 76   | 59   | 45   |

## Sehenswürdigkeiten

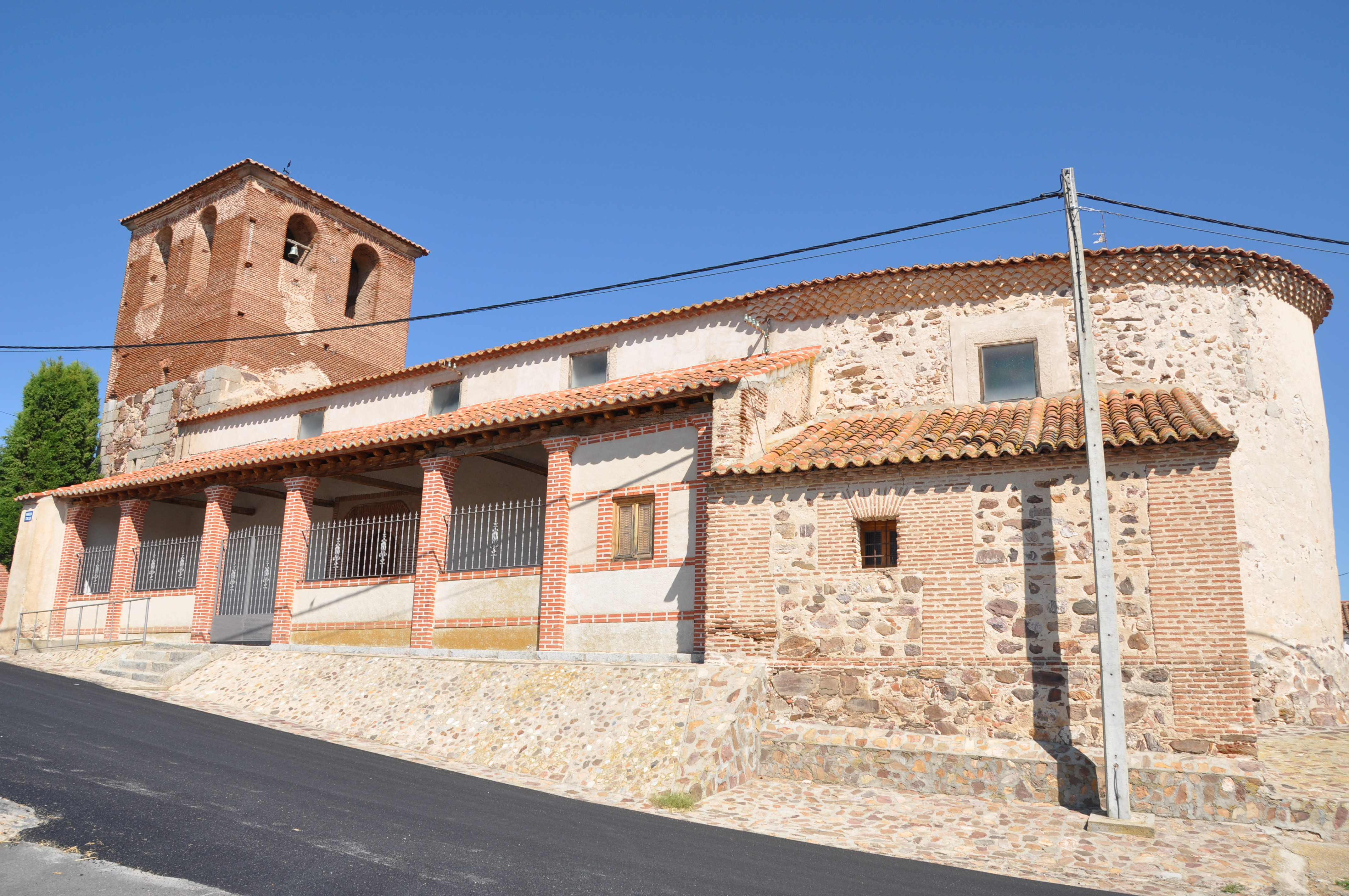
Dominikuskirche
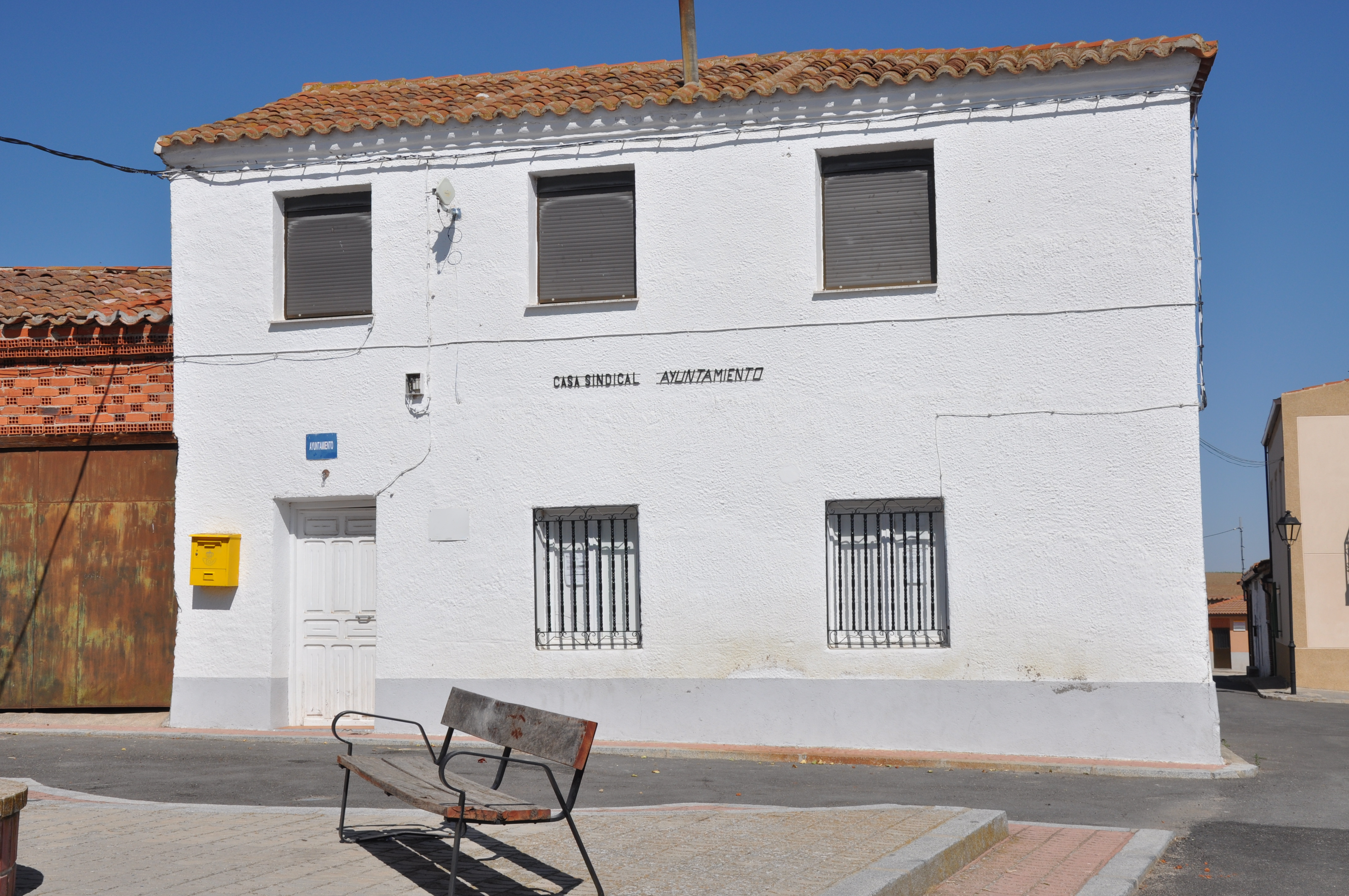
Rathaus

- Dominikuskirche
- Rathaus